# 加納国雄
加納 國雄（かとうくにお、1944年 - ）は、一般社団法人 国際観光文化推進機構 [ITCO]名誉理事
https://yamatogokoro.jp/inbound_interview/4745/

## プロフィール
群馬県生まれ。群馬県立高崎高等学校卒業、米国ブリガムヤング大学マーケティング専攻学士号取得、米国サンフランシスコ州立大学にて国際経営学修士号（MBA）取得。
1972年  マニュファクチャラーズ・ハノーバー銀行入社。
1982年　同銀行証券駐在事務所設立、マネージング兼駐日代表に就任。
1987年　同銀行証券会社設立、マネージングディレクター兼副支店長に就任。
1991年　ロイヤルドルトン・ドッドウェル株式会社代表取締役社長を経て、1995年  香港政府観光局 日本･韓国地区局長に就任[
https://iss.ndl.go.jp/sp/show/R000000004-I4328861-00/]。在任18年間で、1997年の香港返還、2001年の9.11テロ、2003年のSARS、2009年の日本香港観光交流年、2011年の東日本大震災などを経験。
2013年4月 大阪観光局初代局長就任『ASIAN　GATEWAY』を目指して『大阪』が動き出した　yokosojapan.netより
https://www.sankei.com/article/20141108-R7N3H2J7TFN4BEODA3YTR7ZCBA/?outputType=amp
2018年まで、愛知県観光局長
https://imagelink.kyodonews.jp/detail?id=4474938　